# Burbáguena
Burbáguena és un municipi de la província de Terol, situada a la comarca del Jiloca i es troba a 14 km de Calamocha, el cap comarcal, als peus de la N-234
L'entramat urbà està situat a la riba del Jiloca i està ple d'edificis dels segles xvi i xvii d'estil renaixentista aragonès. Hi ha també les runes d'un castell del segle xiii que dominen la població així com la torre de l'església que és d'estil mudèjar.